# Motobu
Motobu (japanska: 本部町?, Motobu-chō), okinawianska:Mutubu, är en landskommun (köping) i Okinawa prefektur, Japan. Den ligger på huvudön Okinawa cirka 85 kilometer norr om residensstaden Naha. 
´